# Irrawaddy
Pour le journal numérique du même nom, voir The Irrawaddy.
L'Irrawaddy ou Ayeyarwady  (en birman : ဧရာဝတီမြစ်; MLCTS : erawa.ti mrac, prononcer [ʔèjàwədì mjɪʔ]) est un fleuve d'Asie du Sud-Est d'environ 2 170 km de longueur. C'est le principal cours d'eau de la Birmanie. Sa large vallée centrale constitue la Birmanie « historique », d'abord habitée par les Pyus, puis par les Birmans. C'est aussi le principal axe de communication du pays.
Autres transcriptions courantes : Ayeyarwaddy, Irraouadi ou Irraouaddi.

## Géographie
L'Irrawaddy est formé par la réunion dans le nord du pays, près de la ville de Myitkyina, de la Mali et de la Nmai, nées de chaque côté de la frontière du Tibet, dans les montagnes de l'Himalaya.
Pendant ses premiers kilomètres l'Irrawaddy traverse une région montagneuse proche de la frontière chinoise. Puis il coule dans la vaste plaine centrale birmane, où il reçoit les eaux de la Shweli et de la Myitnge en rive gauche (orientale), puis de la Mu et du Chindwin, son principal affluent, en rive droite (occidentale). Finalement, il se jette par un vaste delta dans la mer d'Andaman, une mer tributaire de l'océan Indien. Ses alluvions sont considérables et son delta s'agrandit régulièrement vers le sud, gagnant certaines années jusqu'à 60 mètres.
Le cours inférieur du fleuve fait partie de l'habitat du dauphin de l'Irrawaddy (Orcaella brevirostris) et du requin de l'Irrawaddy (en) (Glyphis siamensis), deux espèces gravement menacées.
Simon Fraser Hannay en 1835-1836 est le premier à remonter l'Iraouaddy durant 600 kilomètres jusqu'à sa confluence avec la rivière de Mogaung. Il pénètre alors à Mogaung et atteint la vallée de Hukawng où il trouve des mines d'ambre. Il émet alors des doutes sur la jonction entre l'Iraouaddy et le Brahmapoutre.
En 1886 Jack Francis Needham démontre que le Brahmapoutre supérieur n'est pas l'Iraouaddy.

## Écologie

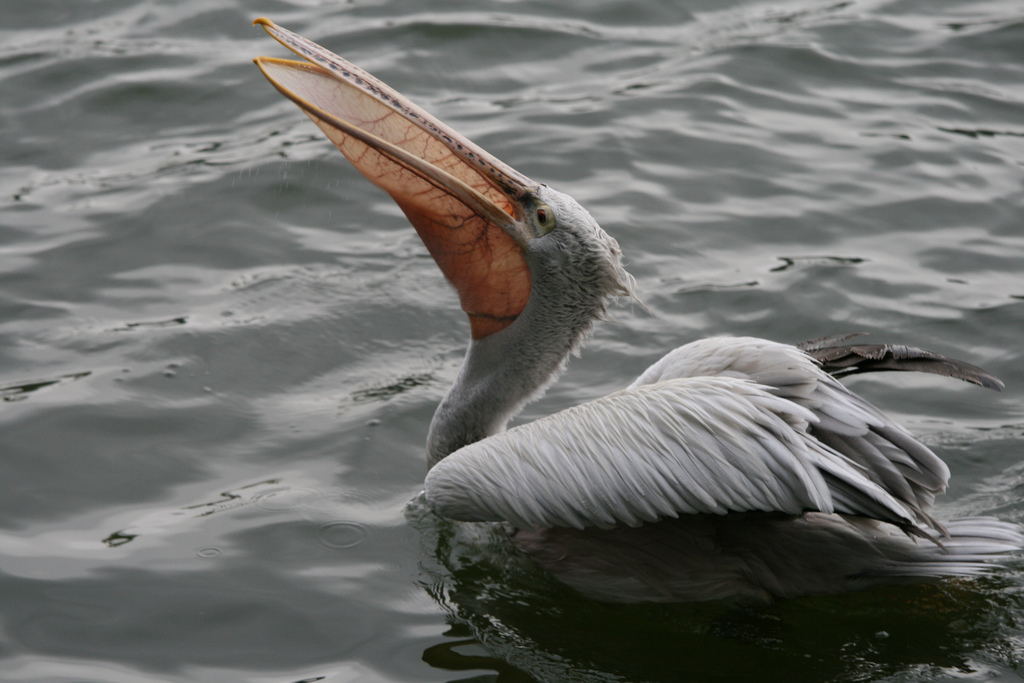
Le pélican à bec tacheté, jadis commun en Asie, ne se reproduit plus en Birmanie.

L'Irrawaddy abrite une large diversité animale, notamment une quarantaine d'espèces de poissons.
L'animal le plus connu est le dauphin de l'Irrawaddy (Orcaella brevirostris), une espèce de dauphin euryhaline étroitement apparentée aux orques. Elle forme des populations discontinues dans les eaux côtières et les estuaires du golfe du Bengale et d'Asie du Sud-Est.
Du nord au sud, l'Irrawaddy traverse plusieurs écorégions distinctes.

### Les montagnes du nord
Les rivières N'Mai et Mali qui forment l'Irrawaddy ont leur source dans des montagnes reculées près de la frontière du Tibet. Cette partie de la Birmanie, au nord de Myitkyina, est au-dessus des Tropiques. Il y pleut toute l'année, mais surtout en été. Elle ne possède pas de forêts de mousson. Les vallées et les collines les plus basses sont couvertes de forêts pluviales persistantes, qui laissent la place au-dessus de 900 mètres à des forêts subtropicales ou tempérées de chênes et de pins. Vers 1500 m, celles-ci sont remplacées par une forêt de pins subtropicale. Au-dessus de 1800 m, on trouve des forêts de rhododendrons, puis des forêts de conifères au-dessus de 2400 m.

### La plaine centrale et les basses-terres
La moyenne vallée de l'Irrawaddy et la basse vallée du Chindwin constituent la zone sèche du pays. Elle consiste presque entièrement en plaines jadis couvertes par une forêt caduque dominée par les tecks, entourant des parcelles plus sèches de forêt tropophile. La plaine centrale reçoit peu de précipitations (650 mm par an en moyenne), mais est facilement inondée lors des tempêtes de juillet à octobre. Le seul facteur qui ne varie pas de façon importante est l'humidité atmosphérique : elle est toujours élevée, sauf localement en hiver. Généralement, elle reste supérieure à 75 %, et même à 90 % durant de longues périodes en été.
Les habitats de la plaine centrale ont été très altérés par l'agriculture et il existe peu de réserves naturelles.

#### Les forêts sèches
Les arbres prédominants des zones sèches sont l'épineux Terminalia oliveri et le teck dahat (Tectona hamiltoniana), avec des Indaing (Dipterocarpus tuberculatus) coupés pour leur bois. La faune comprend de nombreux oiseaux, de petits mammifères et des reptiles comme le python birman. La plupart des gros animaux, notamment le tigre, ont été anéantis par la chasse ou victimes de la disparition de leur habitat.

### Delta

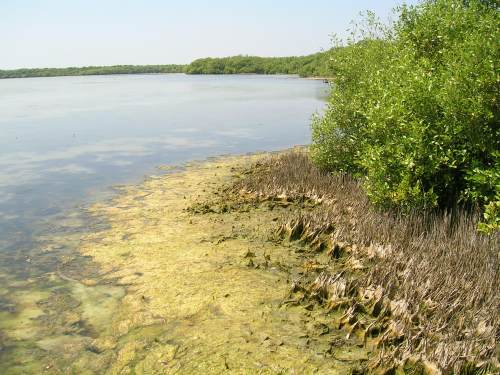
Une mangrove le long de la côte

L'Irrawaddy se jette dans la mer d'Andaman par un large delta.
Cette écorégion est formée de mangroves et de marécages forestiers. Elle est extrêmement fertile grâce au limon (roche) déposé par le fleuve. Les parties Nord et centrales du delta sont presque intégralement cultivées, surtout pour le riz. La partie Sud passe progressivement à la mangrove par des marais, des bras morts, des îles et des ruisseaux aux multiples méandres,.
Les oiseaux du delta sont aussi bien des visiteurs d'hiver que des migrateurs de passage comme le grand cormoran, des anatidés très variés, la foulque macroule, une trentaine d'espèces de migrateurs côtiers, la guifette moustac, la sterne caspienne et la mouette du Tibet très commune. Une des espèces les plus représentées en hiver est le pluvier de Mongolie, qui s'installe par groupes de plusieurs milliers dans les parties extérieures du delta. Le chevalier sylvain et le coq bankiva sont également abondants.
À la fin du XIXe siècle, le pélican à bec tacheté (Pelecanus philippensis) nichait en masse en Basse-Birmanie. Une seule colonie décrite en novembre 1877 dans la plaine de la Sittang, à l'Est du delta, couvrait 300 km2 et contenait des millions d'oiseaux. Des colonies immenses se reproduisaient encore dans la région en 1910, mais elles avaient complètement disparu en 1939. Quelques individus furent régulièrement signalés dans le delta dans les années 1940, mais aucun site de nidification ne fut identifié. Aucun pélican n'a été signalé récemment et l'espèce est peut-être éteinte en Birmanie.

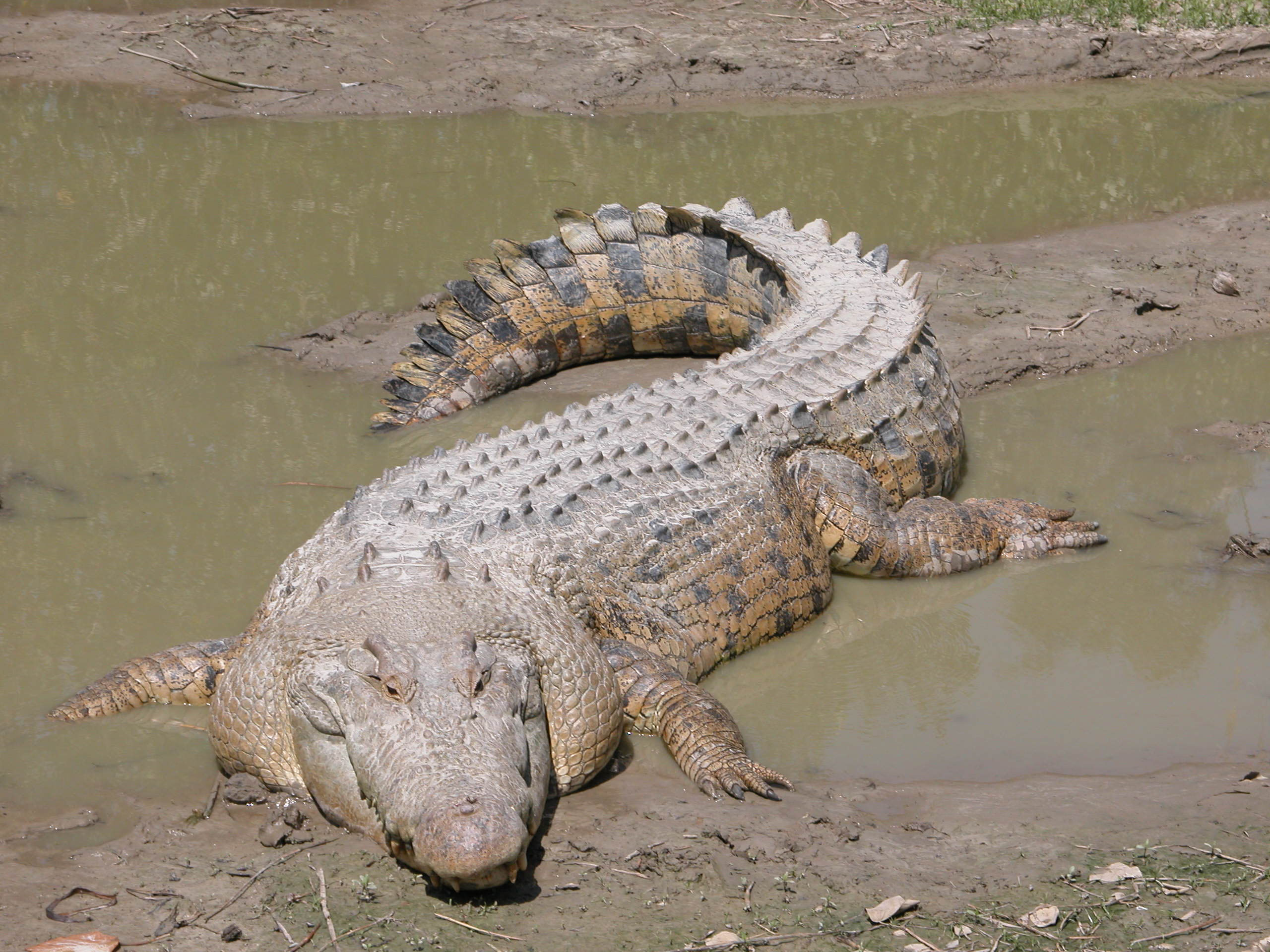
Le crocodile marin est rare en Birmanie, sauf dans certaines réserves forestières ou aux alentours. Des attaques peuvent avoir lieu dans le delta de l'Irrawaddy.

Plusieurs espèces de grands mammifères vivent dans le delta, mais en petites populations clairsemées, sauf peut-être le sambar (Cervus unicolor equinus), le cerf cochon (C. porcinus) et le sanglier (Sus scrofa), signalés dans toutes les réserves forestières. L'éléphant d'Asie (Elephas maximus), jadis répandu dans tout le pays avec peut-être 10 000 têtes, a considérablement diminué dans les décennies récentes, en partie à cause de sa capture pour l'exploitation forestière. Parmi les autres espèces présentes, on compte le léopard, le tigre du Bengale, le macaque crabier, le dhole et des loutres (Panthera pardus, P. tigris, Cuon alpinus et Lutra spp.).
Le crocodile marin (Crocodylus porosus), jadis abondant dans les eaux côtières de Birmanie, est aujourd'hui surtout présent dans le sud du delta. La chasse pour sa peau, la destruction de son habitat, des noyades dans des filets de pêche et la capture de trop d'individus pour les fermes à crocodiles ont beaucoup diminué ses populations.
Bien que les populations de tortue de mer se soient récemment réduites, cinq espèces pondent encore dans des îles et sur des plages de Birmanie. Ce sont la tortue olivâtre (Lepidochelys olivacea), la caouanne (Caretta caretta), la tortue verte (Chelonia mydas), la tortue imbriquée (Eretmochelys imbricata) et la tortue luth (Dermochelys coriacea).

## Affluents
L'Irrawaddy a cinq affluents majeurs. Ce sont, du nord au sud :
1. la Taping, en rive gauche (orientale)
2. la Shweli, en rive gauche
3. la Myitnge ou Nam Thu, en rive gauche
4. la Mu, en rive droite (occidentale)
5. le Chindwin, en rive droite

## Villes principales
Parmi les villes situées sur l'Irrawaddy se trouvent entre autres, du nord au sud :

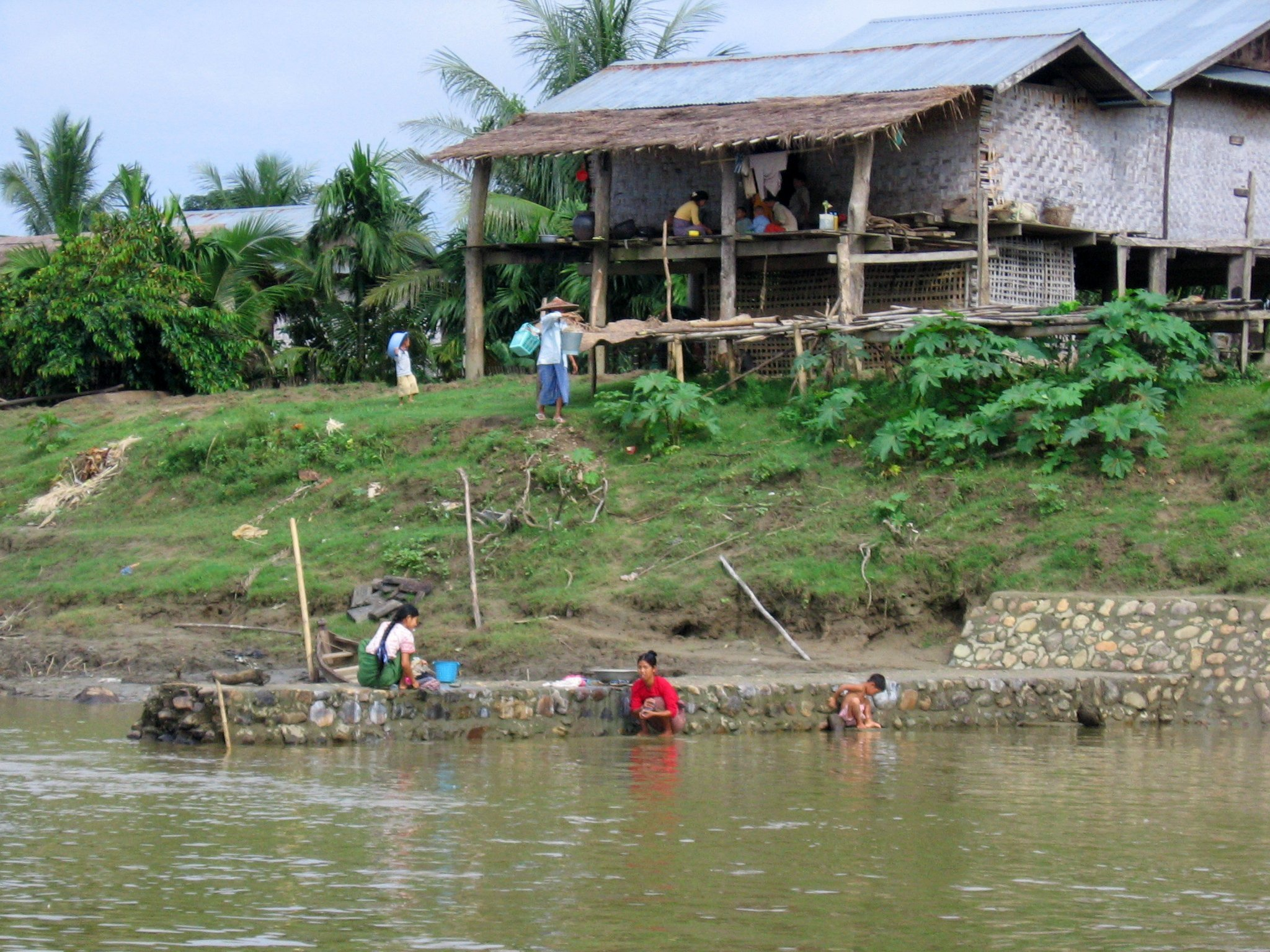
Vie au bord du fleuve près de Bhamo (2006)

- Myitkyina, Bhamo, Tagaung, Mandalay, Sagaing, Myingyan, Pakokku, Bagan, Chauk, Yenangyaung, Magwe,Prome (Pyay), Henzada

L'ancienne capitale Rangoon (Yangon) est aussi située dans le delta de l'Irrawaddy. Une branche du fleuve traverse la ville.

## Importance culturelle et économique
La plupart de la population birmane habite dans le bassin versant de l'Irrawaddy. Pendant de nombreux siècles le fleuve fut la seule grande voie de communication entre le Nord et le Sud de la Birmanie. Il était surnommé « road to Mandalay » pendant l'ère coloniale. Même aujourd'hui, il reste l'axe principal entre les villes les plus importantes. Le fleuve est accessible aux navires jusqu'à Bhamo et aux petits bateaux jusqu'à Myitkyina. Le bassin fluvial de l'Irrawaddy est une région importante pour la culture du riz. Il existe aussi un tourisme encore assez modeste le long du fleuve.
Le transport fluvial est assuré par des péniches ou des barges de grandes capacités déplacées par des pousseurs. Contrairement aux pousseurs européens à proue droite, ils ont souvent une proue en V et se placent non pas collés derrière la barge mais légèrement sur le côté, souvent entre deux barges.
Le fleuve transporte aussi bien des barges de charbon que des radeaux de bambous que l'on assemble par exemple à Sagaing, à destination des chantiers en aval. La circulation du teck non transformé est très réglementée, avec de fortes amendes à la clef. Le transport reste soumis au niveau de l'eau en saison sèche et au déplacement des bancs de sable, et peut nécessiter un sondeur armé de bambou à l'avant des bateaux.
L'érosion des berges est importante et conduit le gouvernement à monter des programmes de restauration ou de stabilisation. 
Les bancs de sable nombreux et fluctuant d'année en année accueillent des villages temporaires de pécheurs mais aussi d'agriculteurs qui cultivent des champs éphémères (oignons, légumes divers) sur un sol riche en alluvions.
Le nom du fleuve vient du sanskrit Airavati signifiant « fleuve des éléphants ».

## Barrages
En mai 2007, la junte birmane a signé un accord avec China Power Investment Corporation pour la construction de sept barrages hydroélectriques sur le haut-cours de l'Irrawaddy, la Mali et N'Mai dans l'État de Kachin. La production totale de ces barrages doit être de 13 360 mégawatts, ce qui en fait le plus grand projet hydroélectrique du pays, devant les 7100 mégawatts du barrage de TaSang prévu sur la Salouen dans l'État Shan. On dispose des données suivantes sur l'emplacement des barrages :
| Emplacement    | Myitsone | Chibwe | Pashe | Lakin | Phizaw | Khaunglanphu | Laiza |
| -------------- | -------- | ------ | ----- | ----- | ------ | ------------ | ----- |
| Hauteur (m)    | 152      | 47,5   | -     | -     | -      | -            | -     |
| Largeur (m)    | 152      | 220    | -     | -     | -      | -            | -     |
| Puissance (MW) | 3600     | 2000   | 1600  | 1400  | 1500   | 1700         | 1560  |

L'électricité est destinée aux autres pays de la région, principalement la Chine populaire, mais aussi peut-être la Thaïlande, l'Inde et le Bangladesh.
Le barrage de Myitsone, le plus grand des sept, se trouve au confluent de la Mali et de la N'mai, à la source de l'Irrawaddy. China Power Investment Corporation est à la tête du projet, d'autres entreprises y participant, notamment du côté birman Asia World Company, Suntac Technologies et l'entreprise publique Myanmar Electrical Power Enterprise.
Les entreprises chinoises impliquées sont China Power Investment Corporation, China Southern Power Grid, Yunnan Machinery Equipment Import & Export Company et Changjiang Institute of Surveying, Planning, Design and Research.
On compte aussi au moins une compagnie japonaise, Kansai Electric Power Company.

### Controverse
Le barrage de Myitsone a soulevé de sérieuses questions écologiques et sociales, en raison de sa taille et de sa situation. Selon l'étude de l'Irrawaddy Myitsone Dam Multipurpose Water Utilizing Project, la hauteur maximale du lac de barrage sera de 290 mètres, ce qui inondera 766 km2, faisant disparaître 47 villages.
Les autres conséquences de l'inondation seront la perte de terres cultivables et la diminution des poissons, puisqu'ils ne pourront plus remonter le fleuve. Le Kachin Development Networking Group, un réseau de groupes de la société civile et d'organisations de l'État de Kachin avertit que cela appauvrira certainement les pêcheurs. Il rapporte que les habitants sont aussi hostiles à l'engloutissement de leurs sites culturels. Comme les autres grands barrages, celui de Myitsone modifiera les caractéristiques hydrologiques du fleuve, empêchant les riches alluvions himalayennes d'atteindre les régions de plaines en aval, qui leur doivent une grande partie de leur productivité agricole. Cela pourrait avoir un impact jusque dans le delta du fleuve, la principale région productrice de riz de la Birmanie.
Les questions écologiques concernent surtout l'inondation d'une zone considérée comme la limite entre le point chaud de biodiversité Indo-birman et celui des Montagnes de la Chine Occidentale. La confluence de la Mali et de la N'mai se trouve dans les forêts pluviales Mizoram-Manipur-Kachin, ajoutées par le World Wide Fund for Nature à sa liste des régions à la biodiversité exceptionnelle.
L'emplacement du barrage de Myitsone, à moins de 100 km de la faille entre les plaques tectoniques eurasienne et indienne suscite aussi des questions sur sa résistance aux séismes. Certains survenus récemment dans la région, comme celui du 20 août 2008 près de la frontière sino-birmane (d'une magnitude de 5.3 sur l'échelle de Richter) ont incité Naw Lar, coordinateur du KDNG dam research project, à demander à la junte de renoncer à ses projets. Le 30 septembre 2011,  le  président Thein Sein a annoncé la suspension du projet sous sa forme actuelle.
La nouvelle équipe au pouvoir reste très handicapée par des décisions prises par la junte encore très présente, avec parfois des soupçons de corruption, avec un partenaire chinois dont la proximité et la puissance incitent à la prudence en l'absence de soutien international clair.

## Catastrophe
Les 2 et 3 mai 2008, le cyclone tropical Nargis a dévasté le delta du fleuve, faisant plus de 138 000 victimes.